# Stylaster amphiheloides
Stylaster amphiheloides är en nässeldjursart som beskrevs av Kent 1871. Stylaster amphiheloides ingår i släktet Stylaster och familjen Stylasteridae. Inga underarter finns listade i Catalogue of Life.